# Achelia armata
Achelia armata is een zeespin uit de familie Ammotheidae. De soort behoort tot het geslacht Achelia. Achelia armata werd in 1916 voor het eerst wetenschappelijk beschreven door Bouvier. 